# عطر

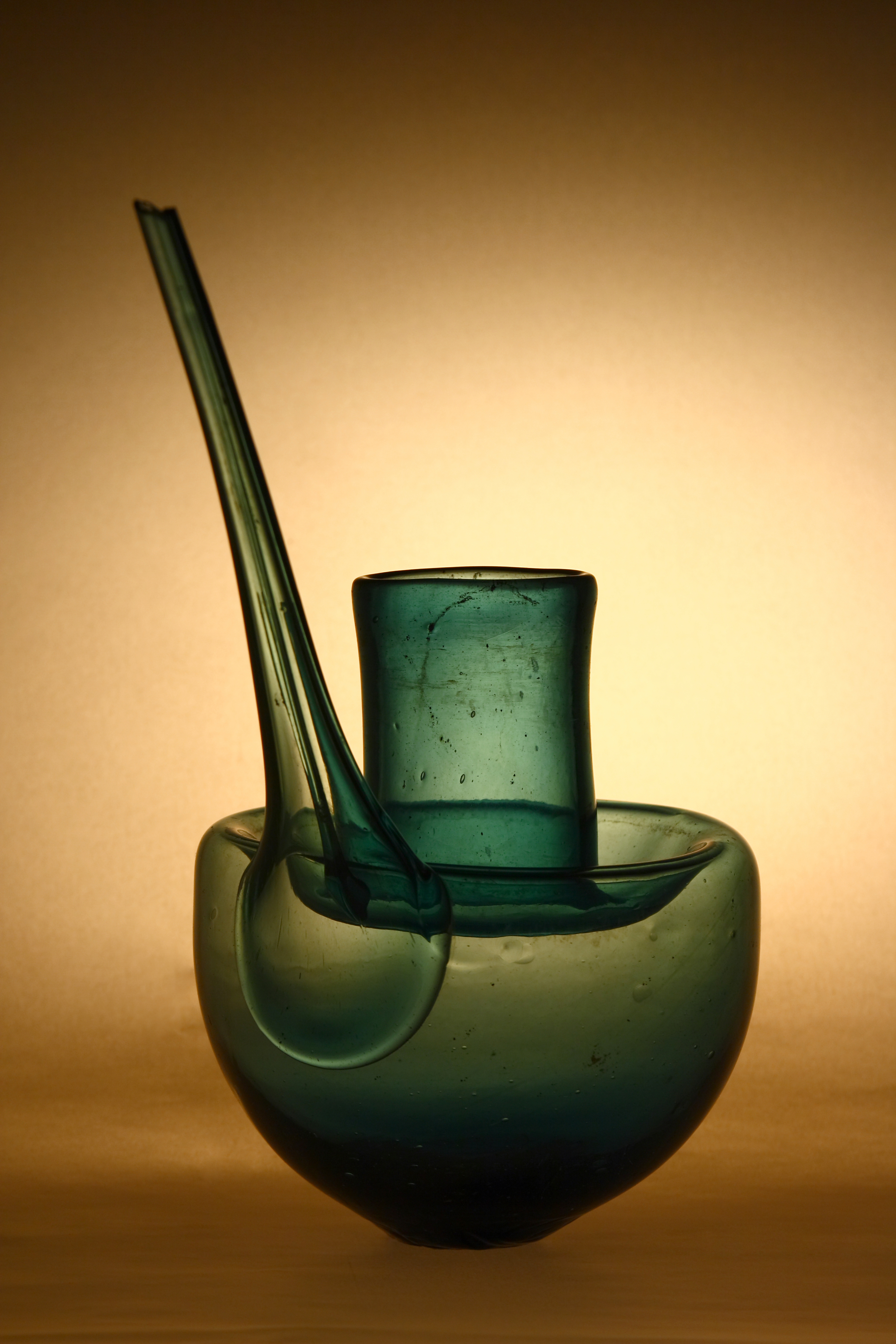
انبیق، قرن سیزدهم هجری شمسی، ساخته‌شده در تبریز

عَطر یا پرفیوم (به انگلیسی: Perfume) مخلوطی از اسانس‌ها یا ترکیبات معطر، مواد تثبیت‌کننده و حلال‌ها است که معمولاً به صورت مایع بوده و برای خوشبوسازی بدن انسان، حیوانات، غذا، اشیا، و محل زندگی استفاده می‌شود. مواد اولیه معطر سازندهٔ عطر از طریق استخراج از منابع گیاهی، حیوانی یا از روش‌های تولید مصنوعی مواد شیمیایی تهیه می‌گردد.
از طریق متن‌ها و حفاری‌های باستان‌شناسی معلوم شده‌است که عطرها در بعضی از تمدن‌های اولیه وجود داشته‌اند. عطرسازی مدرن از اواخر قرن ۱۹ که تولید مصنوعی مواد معطری همچون وانیلین و کومارین به‌طور تجاری ممکن شد، شروع شد.
ارزش بازار جهانی عطر در سال ۲۰۱۸ معادل ۳۱٫۴ میلیارد دلار برآورد شده‌است و انتظار می‌رود از سال ۲۰۱۹ تا ۲۰۲۵ با نرخ رشد مرکب سالانه ۳٫۹٪ گسترش یافته و به ۴۰٫۹ میلیارد دلار در سال برسد.
همانطور که می‌دانید امروزه قیمت عطرهای اورجینال بسیار زیاد و سنگین شده است به همین منظور بیشتر مردم به عطرهای فیک و اسانس‌ها رو آوردند، باید به این مورد توجه داشت که اسانس‌ها ترکیباتی هستند که می‌توانند برای شما عزیزان حساسیت‌زا باشند و پوست شما را ملتهب کنند و یا باعث شوند لباستان لک شود و حتی تغییر بو داشته باشند و بویی بد به جا بگذارد. در این میان برند ایرانی هم دست به بازتولید و گاه تولید عطرهایی با رایحه خوب و مطلوب زده اند. 

## تاریخچه

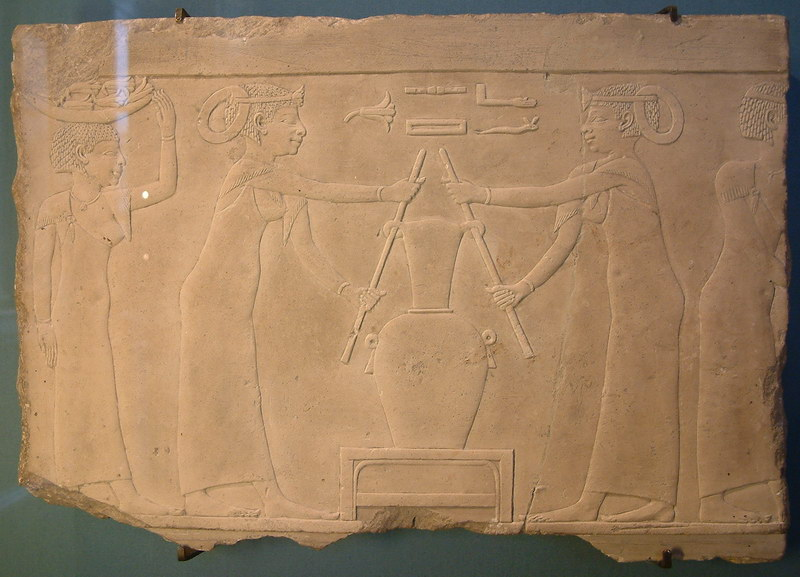
تولید عطر زنبق در مصر باستان

هنر عطرسازی در زمان باستان از بین‌النهرین و مصر شروع شده و درایران و روم باستان توسعه پیدا کرد. اولین شیمی‌دان ثبت شده در دنیا زنی به‌نام تاپوتی است، یک عطرساز که طبق لوحه‌های خط میخی در هزاره دوم قبل از میلاد در بین‌النهرین می‌زیسته‌است. او گل‌ها، روغن‌ها و وج را با دیگر مواد معطر چندین بار متوالی تقطیر و صاف می‌کرده تا عطر مورد نظر را تولید کند.
در سال ۲۰۰۵، باستان‌شناسان آنچه که تصور می‌شود قدیمی‌ترین عطر جهان باشد را در پیرگوس، قبرس کشف کردند. این عطرها قدمتی بیش از ۴٬۰۰۰ سال دارند. در این مجموعه حداقل ۶۰ دستگاه تقطیر، کاسه برای مخلوط کردن، قیف و بطری عطر در یک کارگاه ۴٬۰۰۰ متر مربعی کشف شد. در زمان‌های قدیم مردم با استفاده از گیاهان و ادویه‌جاتی مانند بادام، گشنیز، گل تلفونی (نوع سبز)، رزین مخروطیان، ترنج، و همچنین انواع گل عطر تولید می‌کرده‌اند.
در کاوش‌های باستان‌شناسی در سیلک کاشان علاوه بر ظروف سفالین، بعضی تُنگ‌های کوچک از مرمر، که گویا مخصوص نگهداری عطر و مربوط به اواخر هزاره چهارم پیش از میلاد بوده، پیدا شده‌است و همچنین مقداری آینه مسی جهت آرایش به دست آمده‌است.
در قرن نهم میلادی ابویوسف کندی شیمی‌دان عرب، کتابی دربارهٔ عطرها به نام شیمی عطر و تقطیر نوشته‌است. این کتاب شامل بیش از یکصد دستور برای تهیه روغن‌های معطر، مرهم‌ها، عرق‌های گیاهی و جایگزین‌هایی برای داروهای پر هزینه است. به علاوه در این کتاب ۱۰۷ روش و دستورالعمل برای عطرسازی و ساخت تجهیزات مربوط، از جمله انبیق، شرح داده شده‌است.
ابن سینا دانشمند ایرانی فرایند عصاره‌گیری از گل‌ها با استفاده از روش تقطیر را که امروزه به‌طور معمول استفاده می‌گردد معرفی کرد. اولین تجربه او با گل رز بوده‌است. از زمان این کشف، عطر از مخلوطی از روغن‌ها، گیاهان یا گلبرگ‌های خرد شده که یک ترکیب قوی معطر را به وجود می‌آورند به دست می‌آید. از این میان گلاب بلافاصله میان مردم محبوب شد. مواد اولیه و تکنولوژی تقطیر در کشورهای شرقی به‌طور قابل توجهی صنعت عطرسازی و پیشرفت‌های علمی و به‌خصوص شیمی را در غرب تحت تأثیر قرار داده‌اند.

## غلظت

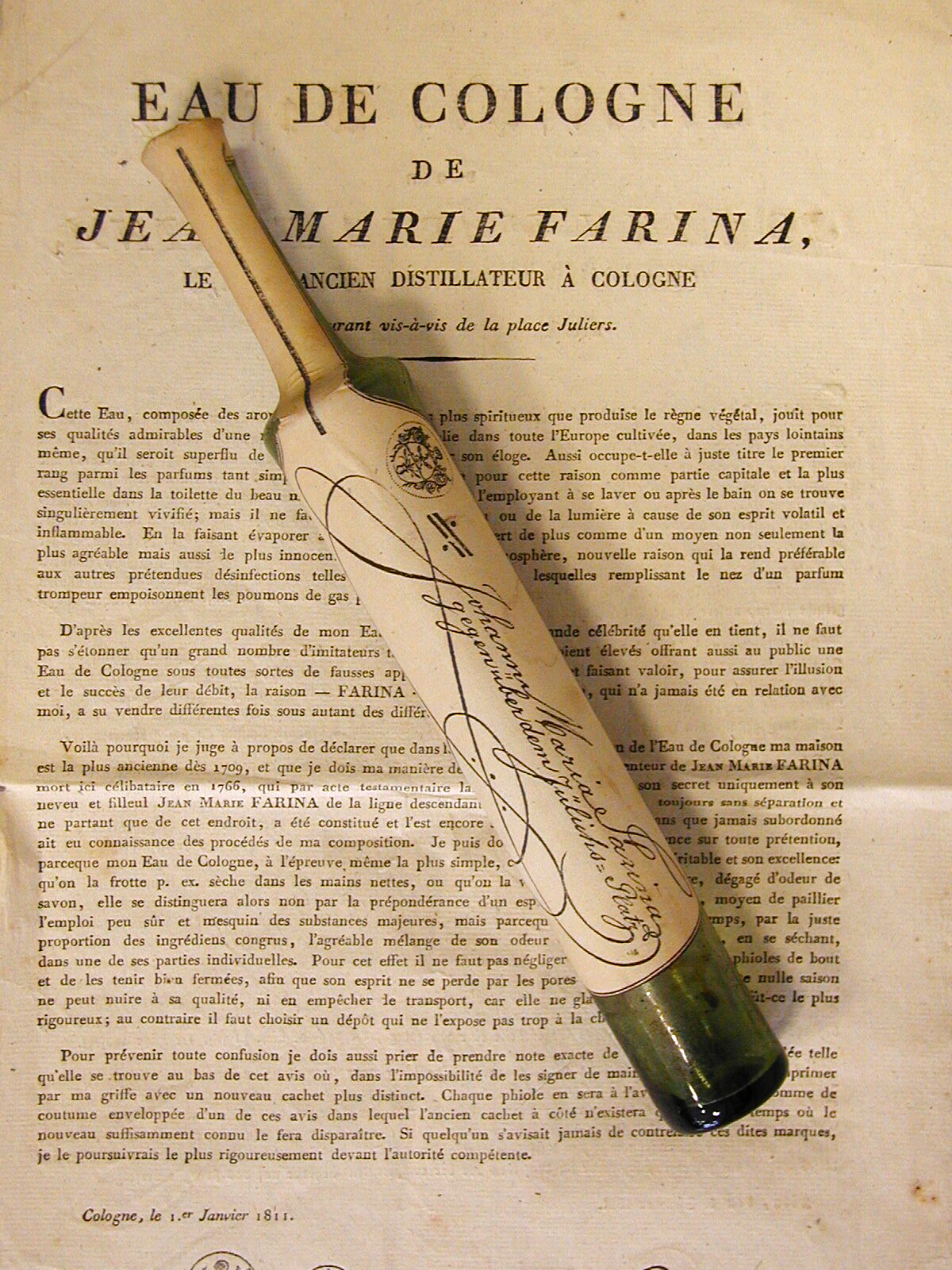
بطری اصلی ادوکلن

محصولاتی که به‌عنوان انواع عطر شناخته می‌شوند تنها در میزان غِلظت مواد اولیهٔ معطر در حلال آن که می‌تواند شامل اتانول یا ترکیبی از آب و اتانول باشد متفاوت هستند. پخش بو و ماندگاری عطر بر اساس غلظت، شدت و طول عمر ترکیبات معطر (اسانس طبیعی / مواد اولیهٔ مصنوعی) مورد استفاده در آن است: هر قدر درصد ترکیبات معطر افزایش می‌یابد، شدت و ماندگاری آن نیز زیادتر می‌شود.
معیارهایی که برای توصیف غِلظت تقریبی یک عطر با استفاده از درصد یا حجم روغن معطر در آن، مورد استفاده قرار می‌گیرد معمولاً مبهم و غیر دقیق هستند. فهرستی از عبارات معمول به شرح زیر ارائه شده‌است:
- پودر عطر شامل ۳۱٪ اسانس عطری در پودر تالک آرایشی بدون وجود الکل است.
- عطر یا perfume با غلظتی بین ۳۰–۴۰٪ از مواد معطر؛ غلیظ‌ترین، خالص‌ترین، ماندگارترین و در عین حال گران‌ترین نوع عطر است.
- اسپریت دو پرفیوم یا ESdP شامل ۱۵–۳۰٪ مواد معطر، یک ترکیب که به‌ندرت بین عصاره عطر و ادوپرفیوم استفاده می‌شود.
- ادو پرفیوم یا EdP به معنی «مایع عطر» با غلظتی در حدود ۱۰–۲۰٪ رایج‌ترین نوع عطر است که ماندگاری مناسبی دارد و به گرانی عطر هم نیست. این نوع عطر را با عبارت (millésime) نیز نشان می‌دهند.
- اُدوتویلت یا EdT به‌معنی «مایع آرایش» در حدود ۸–۱۶٪ غلظت داشته و بوی ملایمی دارد که ماندگاری زیادی هم ندارد و برای تمدید بوی آن باید چندین بار در طول روز از آن استفاده شود.
- ادوکلن یا EdC، به‌معنی «مایع کلن» با غلظتی در حدود ۳–۶٪ از مواد معطر قابل ذکر است که عبارت Original Eau de Cologne یک نام تجاری ثبت شده‌است.
- پرفیوم میست با غلظت ۳–۸٪ مواد معطر در حلال غیرالکلی.
- اسپلش و افترشیو (EdS) با ۱–۳٪ غلظت مواد معطر.

در تمام این محصولات اتانول یا ترکیب آب و اتانول به عنوان حلال مواد معطر به کار می‌رود. مواد اولیهٔ معطر می‌توانند در روغن‌های بی‌بوی دیگری نظیر روغن نارگیل تصفیه شده یا در موم‌های مایعی نظیر روغن جوجوبا (Jojoba oil) حل شوند.

### نحوه استفاده از عطرها
عطرها به‌طور عُرفی بر روی نقاطی از بدن که نبض دارند پاشیده می‌شوند. نقاطی مانند پشت گوش‌ها، پشت گردن، سمت داخلی مچ، آرنج و زانوها از آن جمله‌اند تا گرمای این نقاط عطر را گرم کرده و رایحه آن را به‌طور مداوم پخش کند. البته با توجه به استفاده از مواد صنعتی در عطرها استفاده از عطر روی پوست پیشنهاد نمی‌شود.

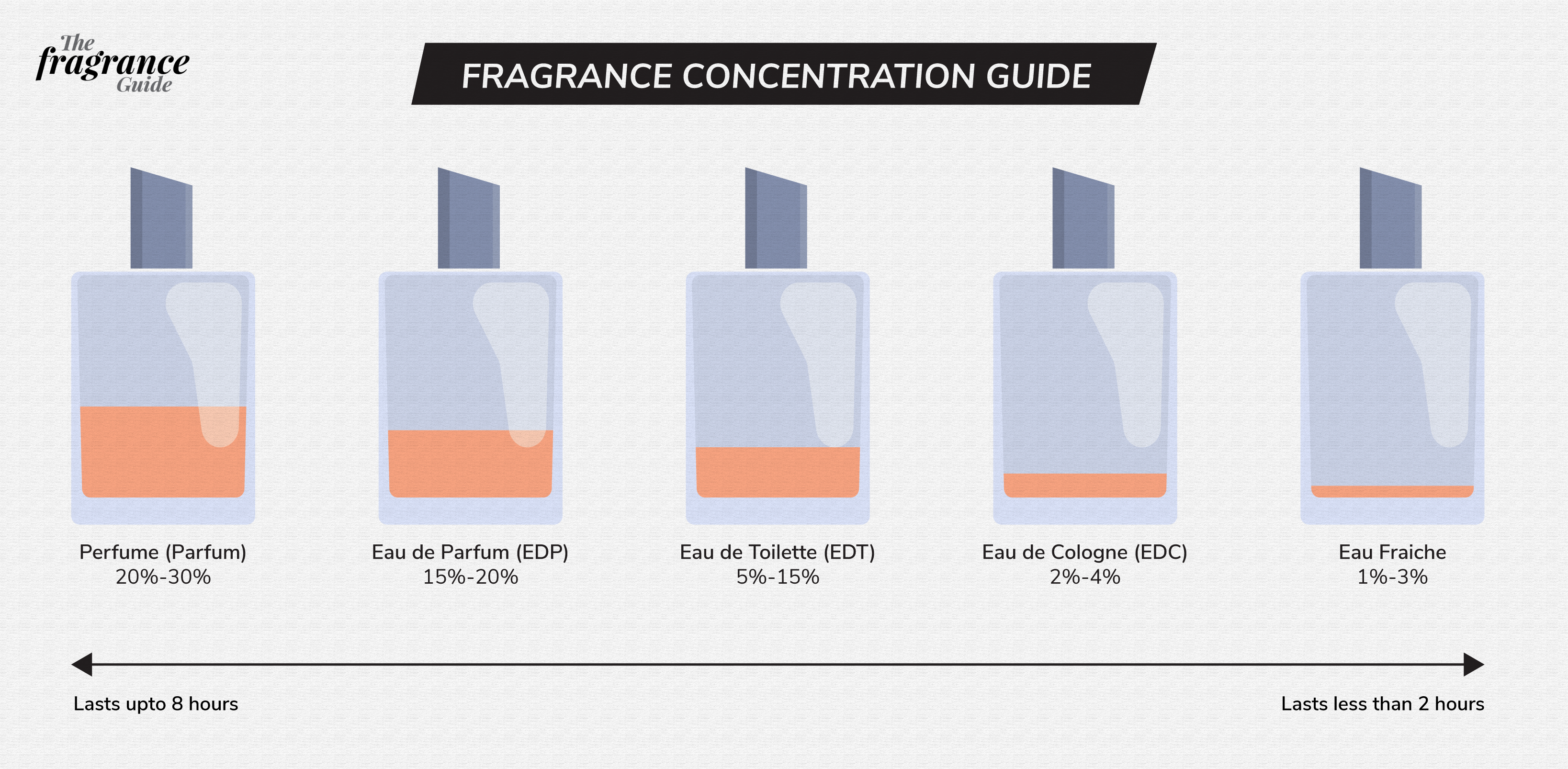
تقسیم غلظت عطرها

در صنعت عطر جدید، استفاده از عطرهایی با غلظت‌های متفاوت با توجه به زمان استفاده از آن‌ها در طول روز پیشنهاد می‌شود: محصولاتی با شدت پخش بوی ملایم مانند روغن حمام، شامپو بدن و لوسیون بدن برای صبح؛ اُدوتویلت برای بعدازظهر و عطرهایی که ماندگاری زیادی ندارند برای شب پیشنهاد می‌گردند که مزاحم خواب نشوند. اُدکلنها به‌سرعت متصاعد شده و تا دو ساعت پخش بو دارند. اُدوتویلتها از دو تا چهار ساعت بویشان پخش می‌شود، در صورتی که عطرها تا شش ساعت نیز می‌توانند پخش بو داشته باشند.
عوامل مختلفی می‌توانند بر چگونگی تأثیر عطرها بر بدن استفاده‌کننده و در نهایت بوی رایحه عطر مؤثر واقع شوند. از رژیم غذایی به‌عنوان یکی از این عوامل می‌توان نام برد، به‌طوری‌که مصرف غذاهای تند، ادویه‌دار و چرب می‌تواند بر رایحهٔ عطر اثر بگذارد. مصرف داروها نیز می‌تواند خصوصیات عطر را تحت تأثیر قرار دهد. خشکیِ نِسبی پوست استفاده‌کننده نیز مهم است، عطرها بر روی پوست‌های چرب مدت بیشتری نسبت به پوست‌های خشک ماندگاری دارند.

## رایحه‌درمانی (عطر درمانی یا آرماتراپی)
رایحه‌درمانی، استفادهٔ درمانی از گیاهان است که بر اساس اسانس‌ها پایه‌گذاری شده و به وسیلهٔ روش‌هایی مانند ماساژ، کمپرس، اسپری، حمام، دوش، استنشاق و … باعث تعادل و هماهنگی بین شرایط فیزیکی و روانی فرد می‌گردد.

## چگونگی توصیف عطر
فرمول دقیق عطرهای تجاری محرمانه نگه داشته می‌شوند. حتی اگر آن‌ها را منتشر کنند، آنچنان رایحه آن‌ها تحت تأثیر مواد و بوهای پیچیده‌ای هستند که کمک زیادی برای تشخیص و توصیف آن عطر خاص نمی‌کنند. با این حال، یک فرد متخصص در عطر می‌تواند به طرز ماهرانه‌ای به اجزاء و عناصر سازنده آن پی ببرد.
عملی‌ترین راه برای توصیف یک عطر توجه به عناصر آن رایحه یا «خانواده» ای است که به آن تعلق دارد، تمام آن رایحه‌هایی که احساس کلی از یک عطر را از شروع استفاده از آن تا آخرین لحظه‌ای که اثر آن باقی‌مانده، می‌سازد.

### نُت‌های عطر

هرم رایحه‌ها

عطر نیز در تشابه با نت‌های موسیقی به داشتن سه گروه از نت‌های گوناگون توصیف می‌شود که یک رایحه هماهنگ را به وجود می‌آورند. این نت‌ها به مرور زمان آشکار می‌شوند، اولین بویی که از عطر به مشام می‌رسد مربوط به نت ابتدایی یا اولیه می‌باشد. به‌دنبال آن، نت میانی احساس می‌شود و در آخرین مرحله نت پایانی خود را به‌تدریج آشکار می‌نماید. این نت‌ها به ترتیب تبخیر عطر به وجود می‌آیند.
- نت ابتدایی یا اولیه: رایحه‌ای است که به محض استفاده از یک عطر به مشام می‌رسد. نت‌های بالایی شامل ملکول‌های کوچک و سبکی هستند که به‌سرعت تبخیر می‌شوند. آن‌ها در شکل‌گیری احساس اولیه یک فرد نسبت به آن عطر نقش مهمی ایفا کرده و در نتیجه در فروش آن عطر بسیار حیاتی هستند.
- نت میانی: رایحه‌ای است که درست زمانی که نت ابتدایی در حال محو شدن است خود را نشان می‌دهد. ترکیبات نت میانی قلب یا بدنهٔ اصلی یک عطر را تشکیل می‌دهند و به‌عنوان یک پوشش برای عدم احساس بوی نامطبوع اولیه نت پایانی عمل می‌کنند. این بوی ناخوشایند ابتدایی در نت‌های پایانی با گذشت زمان مطبوع و دل‌انگیز می‌شوند.
- نت پایانی: هنگام محو شدن نت میانی، نت پایه شروع به آشکار شدن می‌کند. نت‌های پایانی و میانی یک عطر با یکدیگر اساس عطر را تشکیل می‌دهند. نت‌های پایانی عمق و استحکام هر عطر را به‌وجود می‌آورند. ترکیبات این گروه از بوها غنی و عمیق بوده و معمولاً تا ۳۰ دقیقه بعد از استفاده به مشام نمی‌رسند.

رایحه‌های نت‌های ابتدایی و میانی تحت تأثیر رایحه نت پایانی قرار می‌گیرند، به‌علاوه رایحه نت پایانی نیز به وسیلهٔ مواد استفاده‌شده در نت میانی تغییر می‌کند. سازندگان عطرها معمولاً نت‌های عطرها را منتشر کرده و به‌طور معمول آن‌ها را به‌صورت هرم رایحه‌ها با عبارات نمایشی و انتزاعی به نمایش می‌گذارند.

#### گروه‌بندی بر اساس فراریت
مواد معطر بر اساس فراریت و ضریب تبخیر آن‌ها (نُت‌های عطر) به وسیلهٔ فردی به‌نام پُوشِر (Poucher) بین ۱ تا ۱۰۰ طبقه‌بندی شده‌اند.
| نُت             | ضریب تبخیر                |
| -------------- | ------------------------- |
| نُت‌های ابتدایی: | ۱ تا ۱۴ (بیشترین فراریت)  |
| نُت‌های میانی:   | ۱۵ تا ۶۰                  |
| نُت‌های پایانی:  | ۶۱ تا ۱۰۰ (کمترین فراریت) |

اصالت عطر
عطرها به سه گروه اصلی تقسیم می‌شوند:
اورجینال یا اصلی یا اصیل: به آن دسته از عطرها گفته می‌شود که تولید شده توسط کارخانه مادر بوده یا توسط کارخانه‌های تحت لیسانس و دارای مجوز نمایندگی با استفاده از مواد اولیهٔ کارخانه مادر پر و بسته‌بندی می‌شود.
غیر اورجینال یا فیک به‌معنی غیراصلی یا غیراصیل: به آن‌دسته از عطرها گفته می‌شود که از لحاظ ظاهری کاملاً مشابه عطر اورجینال بوده ولی عطرمایهٔ آن توسط کارخانه مادر تولید نشده و بدون مجوز از کارخانه مادر تولید می‌شوند که این دسته از عطرها معمولاً ماندگاری کمی نسبت به عطر اصیل داشته و همچنین کیفیت عطردان، ذره‌پاش و نت‌های بویایی آن نیز با عطر اصیل تا حد قابل توجه‌ای متفاوت است.
تستر یا نمونه: به آن دسته از عطرهایی گفته می‌شود که توسط کارخانه‌های مادر تولید شده و دقیقاً همان رایحهٔ عطر اصیل را یدک می‌کشند. لکن به‌منظور جلوگیری از فروش‌شان، معمولاً بدون در یا جعبه، یا با جعبه‌ای بی‌شباهت به جعبهٔ اصیل تولید و به همراه عطر اصیل و مجانی برای کمک به مشتری به منظور انتخاب عطر روانهٔ بازار می شودند. اما بعضاً این عطرها با قیمتی کمتر از عطر اصیل به فروش می‌رسند.

### خانواده‌های بویایی

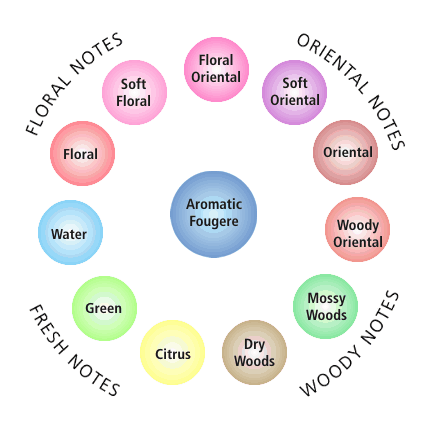
چرخه نت‌های عطر

گروه‌های مختلف عطرها را مانند هر طبقه‌بندی دیگری نمی‌توان به‌طور کامل در طبقات مجزا قرار داد، هر رایحه‌ای طیف‌هایی از دیگر گروه‌های بویایی دارد. حتی عطرهایی که به عنوان تک گل ارائه می‌شوند، هرچند به‌طور خیلی ظریف ته بوها و اثراتی از خانواده‌های دیگر در خود دارد. رایحه‌ای که کاملاً بشود آن را به یک خانواده بویایی خاص منسوب کرد به ندرت پیدا می‌شود چرا که منوط به این است که مواد تشکیل دهنده آن فقط از یک مواد آروماتیک خاص تشکیل شود.

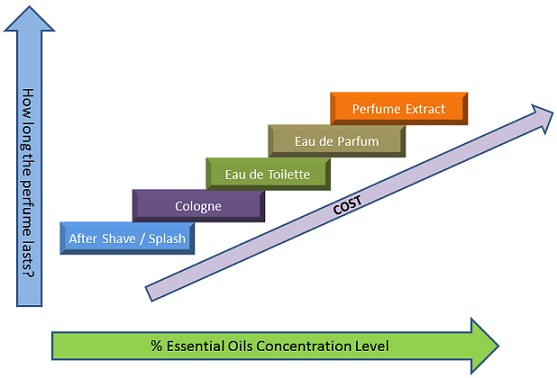
مقایسه ماندگاری، اسانس و هزینه غلظت‌های عطر

به عنوان نقطه شروع برای تشریح یک رایحه از طبقه‌بندی خانواده‌های مختلف بویایی استفاده می‌شود، اما آن به تنهایی قادر به بیان خصوصیات خاص آن عطر نیست. طبقه‌بندی سنتی از حدود ۱۹۰۰ میلادی به وجود آمد؛ که شامل هفت خانواده گل تنها، دسته گلها، شرقی، چوب، چرم، کاج و سرخسی (معطر) می‌شد، اما امروزه از طبقه‌بندی مدرنی استفاده می‌شود که از سال ۱۹۴۵ میلادی در پی پیشرفت‌های وسیع در تکنولوژی عطرسازی و همچنین تغییرات در سبک و مذاق مردم به وجود آمد:
- گل‌ها: رایحه‌های که شامل بوی یک یا چند گل مختلف باشد. یک مثال مناسب عطر Beautiful از شرکت Estée Lauder است.
- سبز: این رایحه احساسی نظیر بوی چمن بعد از کوتاه کردن آن‌ها، برگ‌های سبز که له شوند یا خیار ایجاد می‌کنند. به عنوان دو مثال می‌توان به Sisley's Eau de Campagne یا Aliage از شرکت Estée Lauder اشاره کرد.
- آبی، اقیانوسی یا اُزونی: جدیدترین طبقه در خانواده عطرها که از سال ۱۹۹۱ میلادی با تولید عطر Dune توسط کریستیان دیور وجود آمد. یک بوی بسیار تمیز و مدرن که منجر به تولید عطرهای دو جنسیتی جدید (که به‌طور مشترک توسط خانم‌ها و آقایان استفاده می‌شوند) شده‌است. به‌طور معمول کالون، یک ماده مصنوعی که از سال ۱۹۶۶ میلادی تولید می‌گردد، در این عطرها به کار گرفته می‌شود. این ماده همچنین برای تغییر جزئی در رایحه‌های گل، شرقی و چوب به کار گرفته می‌شود.
- مرکبات: یک خانواده قدیمی در گروه‌های بویایی که حتی تا این اواخر در ادوکلن‌های خنک و تازه استفاده می‌شد. پیشرفت‌های جدید عملاً ساخت مواد جدیدی با رایحه‌های مشابه در این گروه را ممکن ساخته‌است. عطر Brut یک مثال خوب در این زمینه‌است.
- میوه‌ای: شامل عطری از میوه‌ها، به غیر از مرکبات مانند هلو، cassis (انگور فرنگی سیاه، گونه‌ای قره قات)، انبه، میوه گل ساعتی، و غیره است. عطر Botrytis توسط شرکت Ginestet از این گروه است.
- خوراکی: بویی با کیفیتی مانند " خوراکی " یا " دسر ". این بو شامل نت‌هایی مانند وانیل، لوبیای تونکا (tonka bean) و کومارین (coumarin)، و ترکیبات مصنوعی طراحی شده با بویی شبیه به طعم غذا است. Angel توسط تیری ماگلر یک نمونه از این عطرها است.

### چرخ رایحه
چرخ رایحه روش طبقه‌بندی نسبتاً جدیدی است که به‌طور گسترده‌ای در خرده‌فروشی و در صنعت عطر از آن استفاده می‌شود. این روش در سال ۱۹۸۳ توسط مایکل ادواردز، یک مشاور در صنعت عطر، به وجود آمد که طرح خود را از طبقه‌بندی رایحه و عطر ارائه داد. طرح جدید به منظور تسهیل در طبقه‌بندی عطرها و برنامه نام‌گذاری هر طبقه، و همچنین برای نشان دادن ارتباط بین هر یک از کلاس‌های منحصر به فرد ساخته شده‌است.
در طبقه‌بندی سال ۱۹۸۳ پنج خانواده استاندارد از گل، شرقی، چوبی، آروماتیک، و تازه تشکیل شده‌است. چهار خانواده اول بیشتر کلاسیک و سنتی هستند در حالی که گروه آخر متشکل از رایحه جدید، روشن و تمیز مرکبات و رایحه اقیانوسی است که با توجه به پیشرفت در تکنولوژی عطر به وجود آمده‌اند. هر یک از خانواده‌ها به نوبه خود به زیر گروه‌هایی تقسیم شده و در اطراف چرخ مرتب گردیده‌اند.
| آروماتیک | گلی  | گلی          |
| آروماتیک | گلی  | گلی ملایم    |
| آروماتیک | گلی  | گلی شرقی     |
| آروماتیک | شرقی | شرقی ملایم   |
| آروماتیک | شرقی | شرقی         |
| آروماتیک | شرقی | شرقی چوبی    |
| آروماتیک | چوبی | چوبی خزه دار |
| آروماتیک | چوبی | چوبی خشک     |
| آروماتیک | تازه | مرکبات       |
| آروماتیک | تازه | سبز          |
| آروماتیک | تازه | آب           |

این جدول برای آخرین بار در سال ۲۰۱۰ تغییر یافته‌است، گروه آروماتیک به میان مرکبات و چوب خشک حرکت کرده تا نمودار را با مطالعات اخیر در درک بو همسان سازد.
| گلی  | گلی          |
| گلی  | گلی ملایم    |
| گلی  | گلی شرقی     |
| شرقی | شرقی ملایم   |
| شرقی | شرقی         |
| شرقی | شرقی چوبی    |
| چوبی | چوبی         |
| چوبی | چوبی خزه دار |
| چوبی | چوبی خشک     |
| چوبی | آروماتیک     |
| تازه | مرکبات       |
| تازه | میوه‌ای       |
| تازه | سبز          |
| تازه | آب           |

### گیاهی

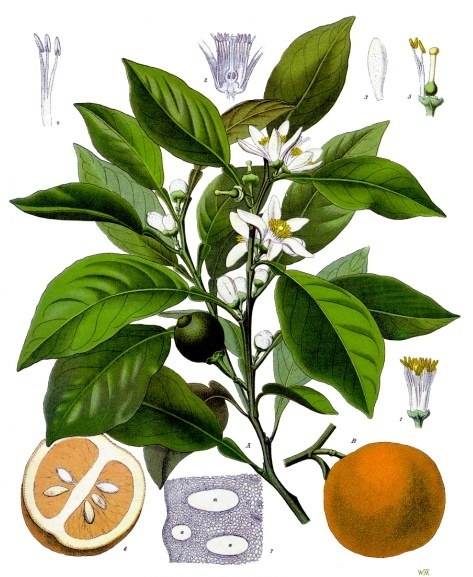
قسمت‌های مختلف نارنج

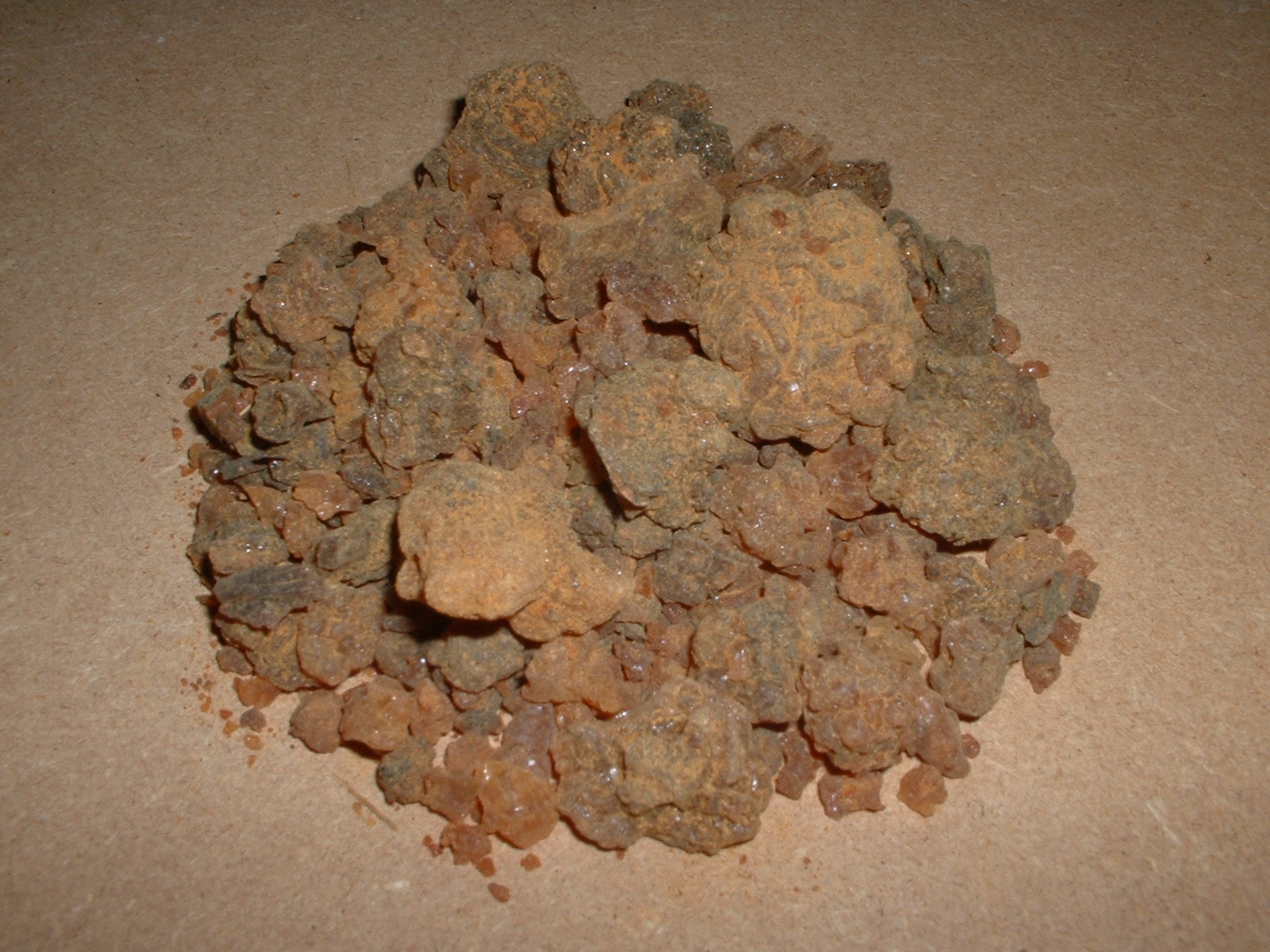
مر مکی یکی از انواع رزین مورد استفاده در ساخت عطرها است.

### منابع جانوری

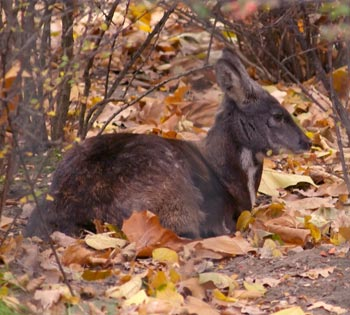
آهوی مشک سیبریایی

### روش‌های استخراج مایع-مایع (استخراج با حلال)

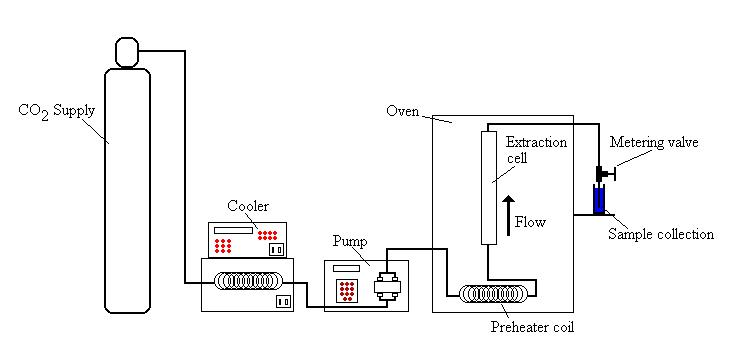
نمایش طرح کلی دستگاه‌ها در استخراج با سیال فوق بحرانی

### تقطیری

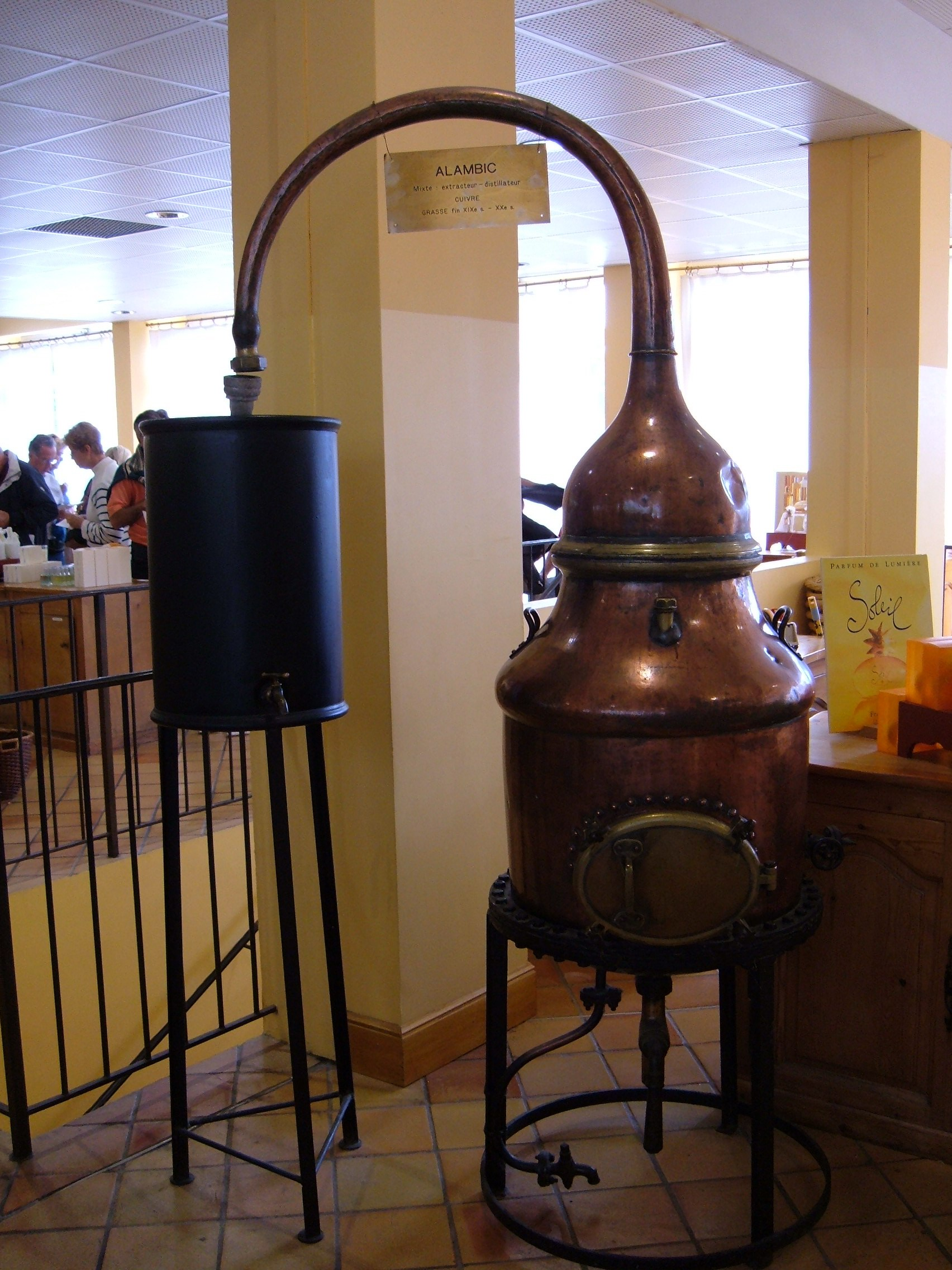
دستگاه تقطیر قدیمی شرکت Fragonard

### عطرساز

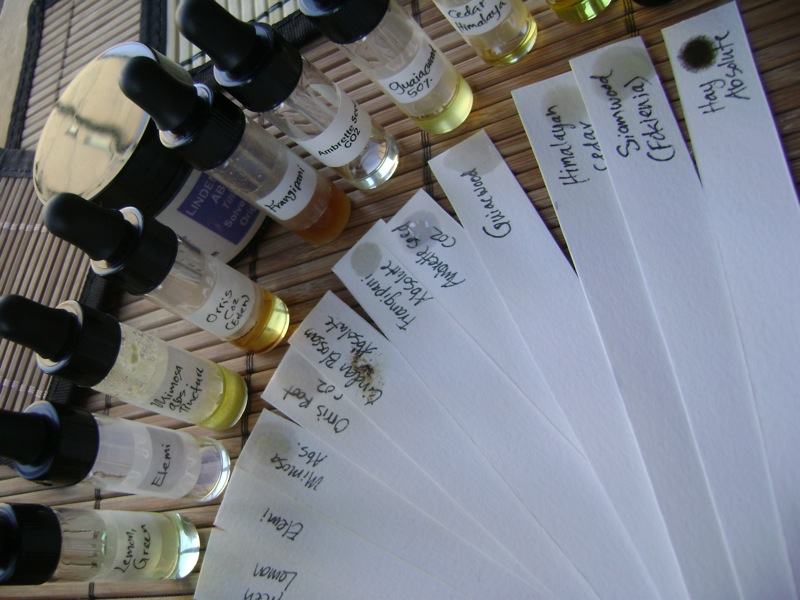
کاغذهای بلاتر اغلب توسط عطر سازان برای نمونه‌گیری و استشمام عطرها استفاده می‌شوند.

#### چارچوب اساسی

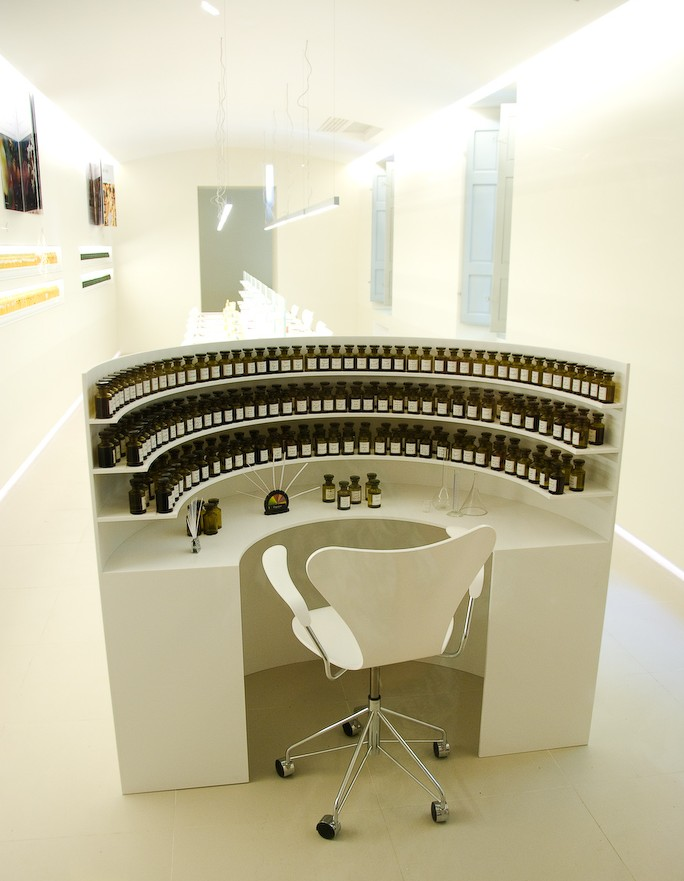
یک «اُرگ عطر» در شهر گرس، که در آن عطرساز با صدها اسانس می‌نوازد

### مهندسی معکوس

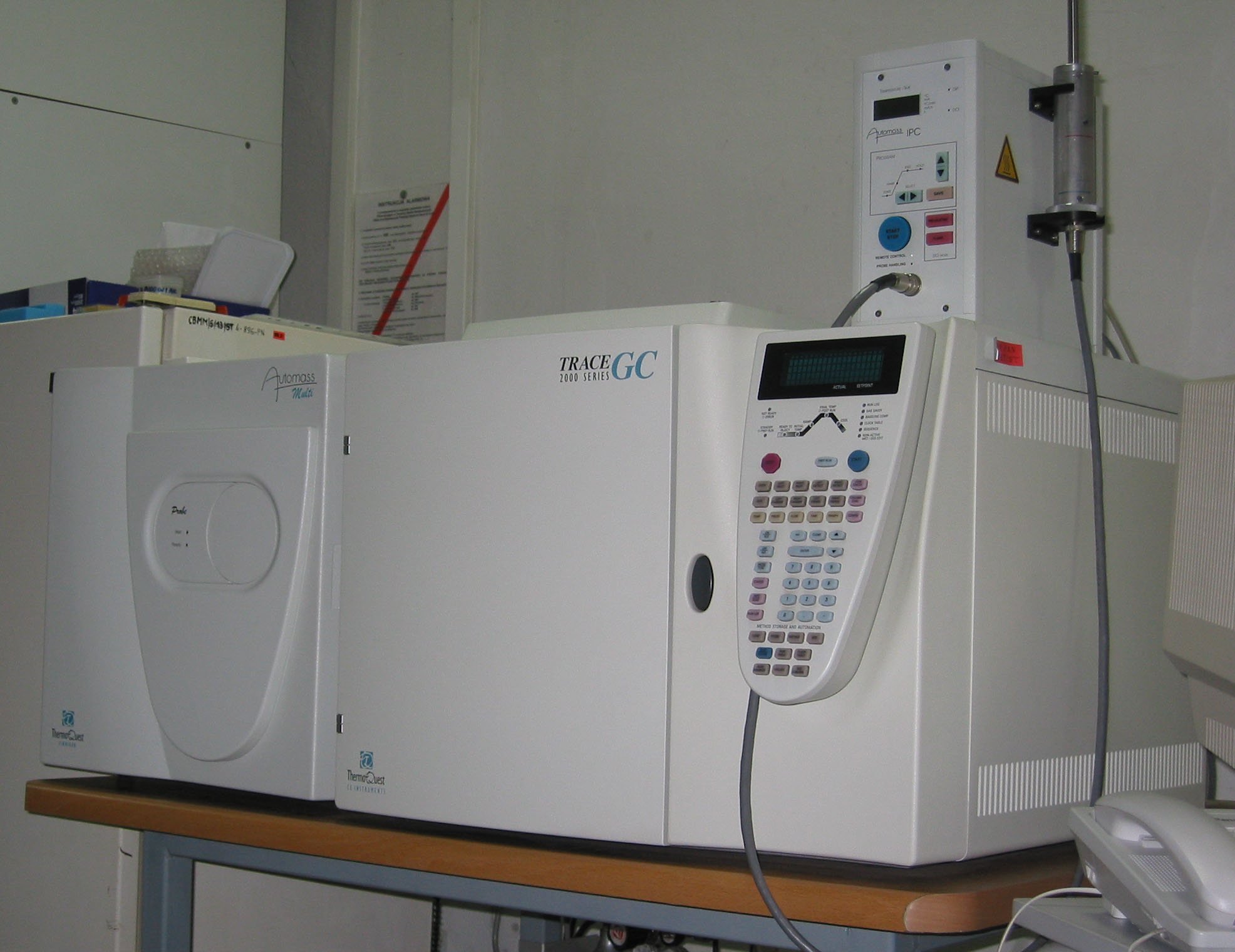
نمونه‌ای از دستگاه‌های GC-MS